# Olympisch Stadion (Shenyang)
Het Shenyang Olympisch Stadion is een stadion in de Chinese stad Shenyang. Het stadion was een van de voetbalstadions voor de Olympische Zomerspelen in 2008 in Peking.